# Dierama pumilum
Dierama pumilum är en irisväxtart som beskrevs av Nicholas Edward Brown. Dierama pumilum ingår i släktet Dierama och familjen irisväxter. Inga underarter finns listade i Catalogue of Life.